# Корицька Галина Романівна
Галина Романівна Корицька  (нар. 6 червня 1963, Скоморохи, Бучацький район, Тернопільська область) — українська педагогиня і науковиця, авторка навчальних посібників із української мови і літератури. Кандидат філологічних наук (2006).

## Біографія
У 1987 році закінчила Чернівецький державний університет за спеціальністю «Філолог. Викладач української мови та літератури». Трудовий шлях розпочала в Запоріжжі, куди направлена за розподілом після закінчення вузу: 1987—1992 — учитель української мови та літератури ЗОШ І-ІІІ ст. № 69; 1992—1997 — заступник директора Запорізького колегіуму «Елінт», учитель української мови та літератури, народознавства; 1997—2001 — методист науково-методичного центру управління освіти Запорізького міськвиконкому.
Із 2001 по 2017 рр. працювала на посадах методиста, старшого викладача, доцента кафедри філософії та суспільно-гуманітарних дисциплін комунального закладу «Запорізький обласний інститут післядипломної педагогічної освіти» Запорізької обласної ради.
Із 2018 року — член-кореспондент Української Академії Акмеології.
Із вересня 2023 року  - доцентка кафедри змісту і методик навчальних предметів Тернопільського обласного комунального інституту післядипломної педагогічної освіти

## Науково-педагогічна діяльність
Книги та посібники, монографії, навчально-методичні посібники:

### Монографії
1. Автор «А. Кащенко: літературний портрет», 2011),
2. Співавтор монографій:

- «Шляхи формування професійної компетентності вчителя-словесника в процесі викладання філологічних дисциплін» (2014);
- «Моделювання й інтеграція сервісів хмаро орієнтованого навчального середовища» (2015);
- «Е-learning у теорії та практиці навчання суспільно-гуманітарних дисциплін» (2017)).
- «Екстрене дистанційне навчання в Україні» (2020)).
- «Палітра слова й тексту Січеславщини (2022))».

### Навчально-методичні посібники
- «Збірник диктантів для 5-11 класів: на народознавчій основі» (рекомендовано Міністерством освіти і науки України, 1995 р. (в-цтво «Абрис»), 1996 р. (в-цтво Партнер));
- «Збірник переказів з української мови. 5-9 класи» (рекомендовано Міністерством освіти і науки України, 2005 р., 2010 р., (в-цтво «Просвіта»)),
- «Збірник диктантів з української мови. 5-11 класи» (схвалено для використання в ЗНЗ комісією з української мови та літератури НМР з питань освіти і науки України, 2011 р., (в-цтво «Мандрівець» (2017)); перевидання 2017 р.[1];
- «Мовленнєва діяльність. 5-8 класи», «Мовленнєва діяльність. 9-11 класи» (2002),
- «Українська література. 5 (6, 7) клас: Тематичне оцінювання знань» (2002).
- «Витоки (виховні години, свята)» (1997).
- «Література рідного краю» (1998).
- «Відкриті уроки з української мови» (2003).

### Художні твори й методика навчання (українська мова та література)
- 2020. Комісією з української мови та літератури для загальноосвітніх навчальних закладів з навчанням мовами національних меншин Науково-методичної ради з питань освіти Міністерства освіти і науки України розглянуто матеріали науково-методичної експертизи навчальних посібників «Світ навколо нас» та «Кульбаба: дід чи баба?» для здобувачів освіти з навчанням мовами національних меншин закладів загальної середньої освіти та закордонних українців (автор Гузовська-Корицька Г.Р.) з висновком «Схвалити для використання в загальноосвітніх закладах».

### Художні твори, вміщені в підручниках, посібниках
- Галина Гузовська-Корицька. Лисичка-комерсантка (казка) // Савченко О.Я. Українська мова та читання : Підручник для 4 класу ЗЗСО (у 2-х частинах) : Частина 2 // О.Я. Савченко, І.В. Красуцька. – Київ : УОВЦ «Оріон», 2021. – 160 с).
- Галина Гузовська-Корицька. Суниця й полуниця (казка) // Савченко О.Я. Читанка : Навчальний посібник для додаткового і позакласного читання для 4 класу закладів загальної середньої освіти // Складова НМК до підручника «Українська мова та читання. Частина 2 / О. Я. Савченко, І. В. Красуцька. – Київ : УОВЦ «Оріон», 2021. – 144 с.
- Галина Гузовська-Корицька. Потічок (оповідка). Подорожник» (оповідка) // Богданець-Білоскаленко Н., Шумейко Ю. Книжка для додаткового читання: посібник для 4 класу. Посібник. Київ : Грамота, 2021. 128 с..
- Галина Гузовська-Корицька. Черевички на іменини // Читанка: навчальний посібник для додаткового й позакласного читання для 3 класу закладів загальної середньої освіти // Складова частина НМК до підручника «Українська мова та читання. Частина 2» / О.Я. Савченко. – Київ: УОВЦ «Оріон», 2023. – 144 с..
- Галина Гузовська-Корицька. На сьомому небі від щастя // повість для підлітків включена для вивчення у Програму для 7 класу з української літератури та інтегрований курсу (розділ «Краса людських взаємин») (Модельна навчальна програма «Українська література. 7-9 класи» для закладів загальної середньої освіти (автори: Яценко Т. О., Пахаренко В. І., Слижук О. А., Тригуб І. А.)).

### Художні твори й наукові дослідження
- Міжнародний конкурс з українознавства для учнів 8-11 класів закладів загальної середньої освіти.
- 2021 – І місце – тема дослідження: «Провідні художні домінанти національної ідентичності в малій прозі Г. Гузовської-Корицької (за збіркою «Калинове намисто жіночої долі») (керівники наукового дослідження: вчителі української мови та літератури Бердянської спеціалізованої школи І-ІІІ ступенів № 16 з поглибленим вивченням іноземних мов Бердянської міської ради Запорізької області Олена Нюкало, Ганна Грицан. Дослідниця Дурягіна Олександра, учениця 9 класу).
- 2022 – І місце – тема дослідження: «Національна картина світу крізь призму метафори (за збіркою Г. Гузовської-Корицької «Калинове намисто жіночої долі») (керівники наукового дослідження: вчителі української мови та літератури Бердянської спеціалізованої школи І-ІІІ ступенів № 16 з поглибленим вивченням іноземних мов Бердянської міської ради Запорізької області Олена Нюкало, Ганна Грицан. Дослідниця Дурягіна Олександра, учениця 10 класу).

### Мала Академія наук (МАН)
- 2021. І місце – тема дослідження: «Духовні концепти і їх мовне втілення в художньому дискурсі (на матеріалі оповідань Галини Гузовської-Корицької)» (засідання Житомирського наукового товариства учнів (відділення мовознавства, літературознавства, мистецтвознавства; секція: українська мова (Ларченкова Дар’я, учениця 10-В класу Житомирської міської гуманітарної гімназії № 23; наукові керівники Кучерук О. А., докторка педагогічних наук, професорка кафедри української мови та методики її навчання Житомирського державного університету імені Івана Франка, Вигівська Г. В., учителька української мови та літератури Житомирської міської гуманітарної гімназії № 23)).
- 2022 – І місце в Малій Академії наук (МАН) – тема дослідження: «Індивідуальна метафорична концептофера Г. Гузовської-Корицької за збіркою «Калинове намисто жіночої долі» (керівники наукового дослідження: вчителі української мови та літератури Бердянської спеціалізованої школи І-ІІІ ступенів № 16 з поглибленим вивченням іноземних мов Бердянської міської ради Запорізької області Олена Нюкало, Ганна Грицан. Дослідниця Дурягіна Олександра, учениця 10 класу). *2023 – II місце у фінальному, Всеукраїнському етапі.
- 2023. II місце  в Малій Академії наук (МАН) – тема дослідження: «Індивідуально-авторські неологізми у творах Галини Гузовської-Корицької» (Милена Кашарайло, учениця 9-Б класу Комунального закладу «Запорізька загальноосвітня санаторна школа-інтернат № 7 І-ІІ ступенів» Запорізької обласної ради (науковий керівник Олена Шеховцова, вчителька української мови та літератури).